# Stadio Universidad Católica
Lo stadio Universidad Católica, conosciuto anche come stadio Baquedano e stadio Reina Victoria per ragioni commerciali, era un impianto sportivo inaugurato nel 1928 e demolito negli anni '30. È stato il primo dei quattro stadi del Club Deportivo Universidad Católica, essendo rappresentato in quel momento dalla Pontificia Università Cattolica del Cile (PUC), seguito dagli impianti sportivi di Ñuñoa, dallo stadio Independencia e dallo stadio San Carlos de Apoquindo. Lo stadio era situato tra Calle Maestranza, l'attuale Avenida Portugal, e Marcoleta, adiacente alla sede centrale della PUC.

## Storia

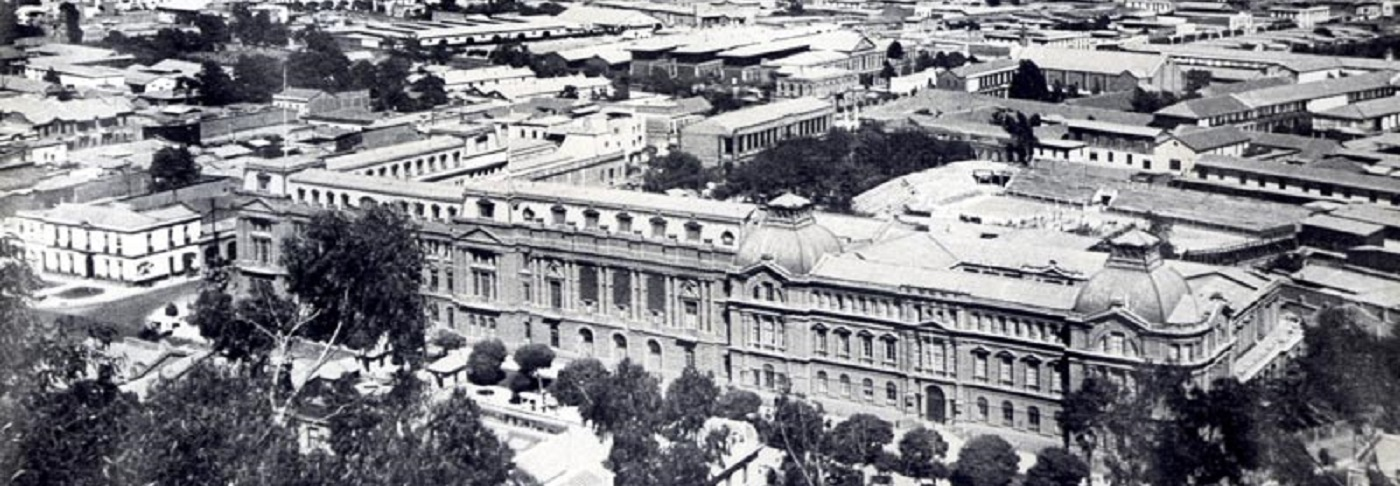
Lo stadio dell'Universidad Católica, annesso all'edificio della PUC.

Nel 1927, un gruppo di studenti della Pontificia Università Cattolica del Cile, l'alma mater di quello che sarebbe diventato uno dei club professionistici più importanti del Cile, hanno presentato una petizione al rettore Carlos Casanueva, chiedendo la costruzione di uno stadio e di una palestra. Fino ad allora, Universidad Católica esisteva come Universidad Católica Football Club (1908), Centro Deportivo Universidad Católica (1925), e quell'anno fu formato il Club Deportivo Universidad Católica, la sua fondazione nel dilettantismo.
Il 30 agosto 1927 venne fondato il Club Deportivo Universidad Católica nella sua fase dilettantistica; sarebbe poi stato fondato definitivamente il 21 aprile 1937 nell'era professionistica. Quel giorno venne annunciata la costruzione dello stadio e della palestra richiesti. Lo stadio fu inaugurato il 1.º dicembre 1928 con un incontro di pugilato che attirò oltre 4.000 spettatori. Si sarebbero svolti altri eventi di questo sport, tra cui il Campionato latinoamericano di pugilato amatoriale, vinto dal Cile nel 1929. Si sono svolti anche un torneo di tennis, tenutosi in una delle edizioni della Giornata dell'Universidad Católica, e una gara di equitazione, il trofeo La Nación 1930.
Per quanto riguarda il calcio, lo stadio Universidad Católica fungeva da campo di allenamento, per alcune partite di preparazione e per le competizioni interne dell'università. L'Universidad Católica disponeva di impianti sportivi di Ñuñoa (Campos de Sports de Ñuñoa) dal 1927. Tuttavia, lo stadio dell'Universidad Católica è considerato il primo, poiché gli atti di proprietà dei Campos de Sports non furono formalizzati fino al 1935.